# Tour du Millénaire
Pour l’article homonyme, voir Tour du Millénaire (Pays-Bas).
La tour du Millénaire ou tour de Gedinne est un belvédère construit en 2001, détruit en 2008 pour cause de sécurité, reconstruit et finalement rouvert en juillet 2012. La tour est située sur le territoire de la commune de Gedinne en Belgique, dans la province de Namur, près de la frontière française. Le trépied supérieur, pieds en l'air, est suspendu par son sommet à celui du trépied inférieur formant une structure en tenségrité.

## Situation et accès
La Tour du Millénaire domine le plateau de la Croix-Scaille, domaine boisé de 9 000 ha, qui fut un haut lieu de la Résistance en 1944, et qui est, avec ses 503 m d'altitude, le point culminant de la région des Ardennes, et le sixième « sommet » de Belgique. Au fil des siècles, quatre tours ont déjà été érigées sur ce site.
La tour est située sur le territoire de la commune de Gedinne, à environ 155 mètres de la frontière française. Son accès est gratuit, de même que celui du parc de stationnement prévu pour accueillir les véhicules des visiteurs.

## Historique

### Construction en 2001
La construction de cette tour d'observation est le fruit d'un projet transfrontalier, réalisé entre les mois de mars et de septembre 2001. Elle a été conçue par l'architecte liégeois Daniel Dethier, calculée par Laurent Ney et mise en œuvre par l'entreprise Claude Macors de Hamois-en-Condroz. La structure initiale alliait le bois à l’acier et mettait en avant les qualités du bois wallon et, plus précisément, des douglas de la commune de Gedinne. Les six arbres de trois mètres de circonférence et 45 mètres de haut avaient été abattus en une demi-journée. Le premier édifice ressemblait à un sablier avec les six douglas de 32 mètres. Une structure métallique de 47,6 mètres qui comportait deux escaliers en colimaçon était reliée à l'édifice à l'aide de trois passerelles en acier. Le monument original était constitué de trois étages, 15, 30 et 45 mètres. La tour culminait à 60 mètres de haut par un mât métallique rouge et blanc métallisé car située dans un couloir aérien. Le mât de 2,8 tonnes était placé à l'aplomb du centre des trois étages. La masse totale était de 82 tonnes.
La tour avait été assemblée à l'horizontale et redressée au cours d'une spectaculaire opération de levage qui avait duré huit heures, le 28 août 2001. 
Le coût de la construction de la tour du Millénaire s'est élevé à 625 000 euros (hors taxes). La Région wallonne avait participé à 50 % du financement des travaux. L’Union européenne quant à elle participait pour 40 %. Et le solde de 10 % a été pris en charge par le budget communal de Gedinne.

### Démontage en 2008
Le 7 juillet 2008, la tour du Millénaire a été démontée. Le bois des poteaux en douglas étant pourri, son accès a tout d'abord été interdit avant qu'on se rende compte de l'ampleur des dégâts après le démontage de la structure.

### Reconstruction en 2012
La tour du Millénaire a été reconstruite le 5 juillet 2012, avec des poutrelles métalliques. Elle est depuis à nouveau accessible.

## Galerie

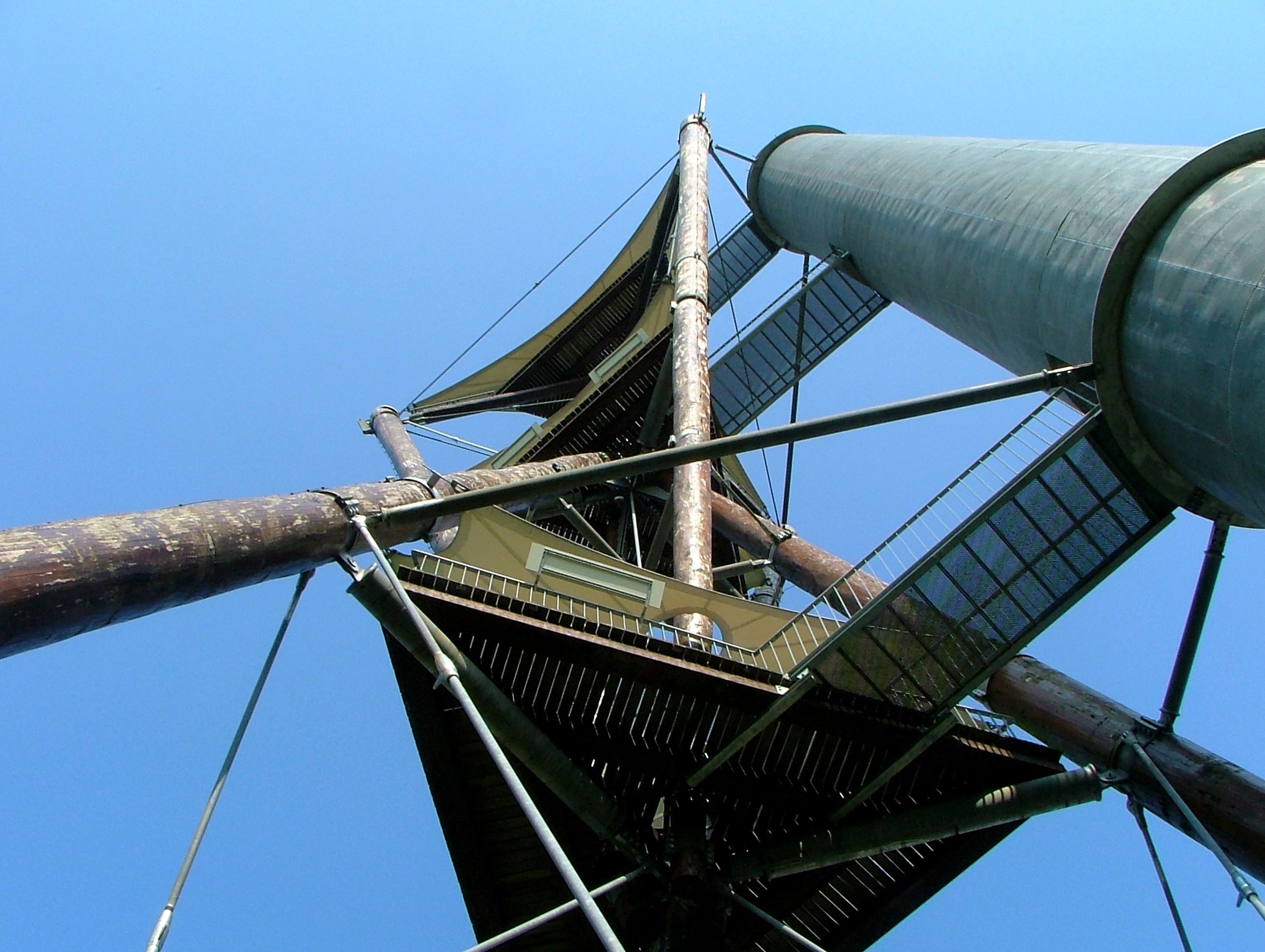
L'ancienne tour en 2004, vue de dessous
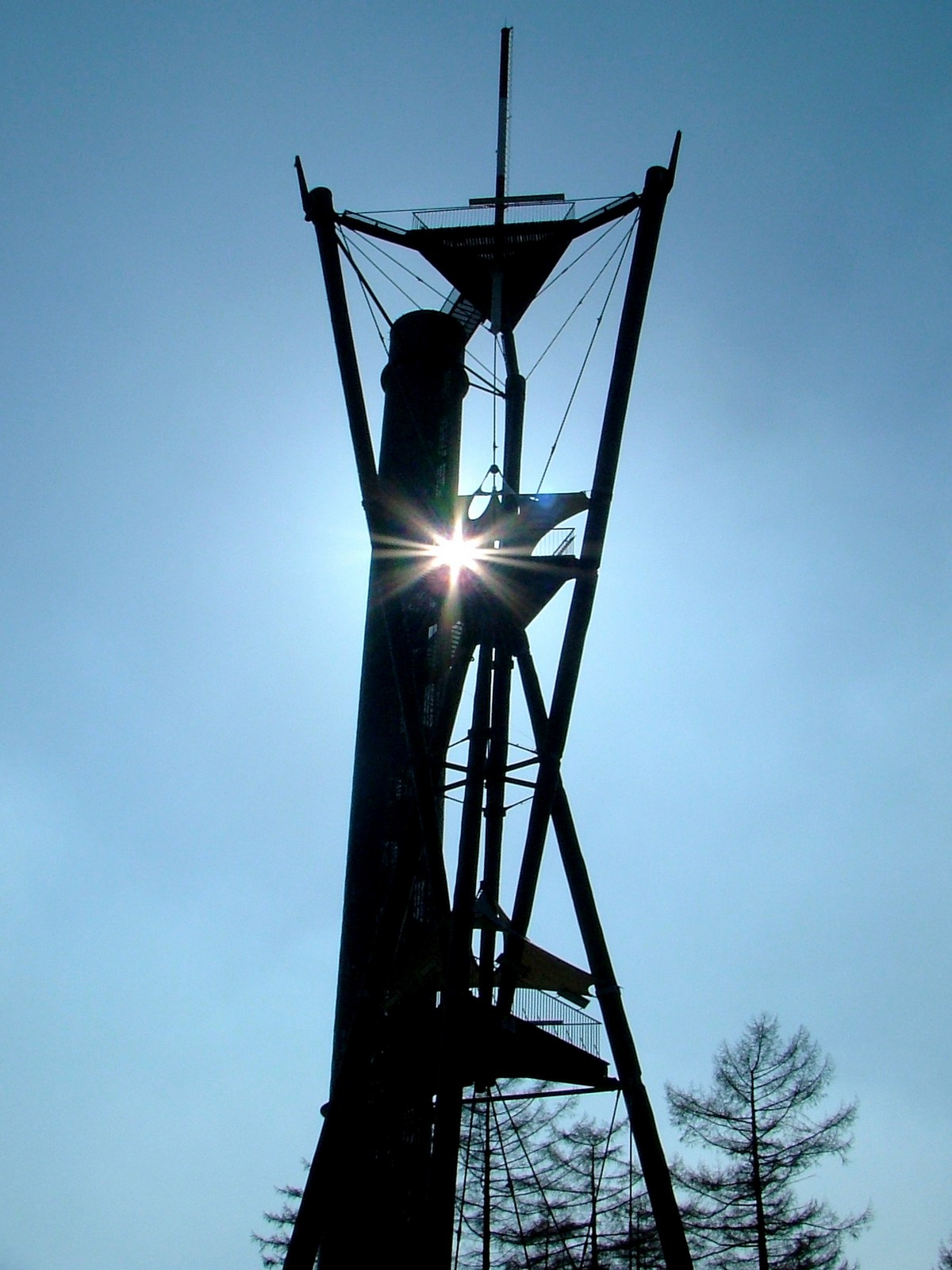
L'ancienne tour en 2006
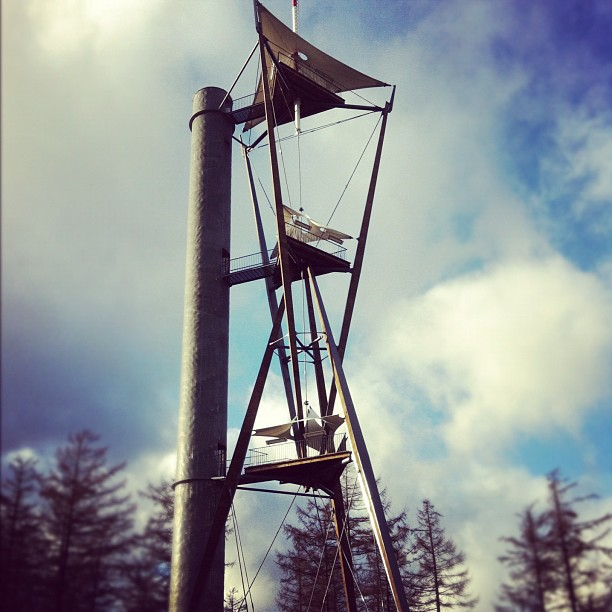
La nouvelle tour en 2012
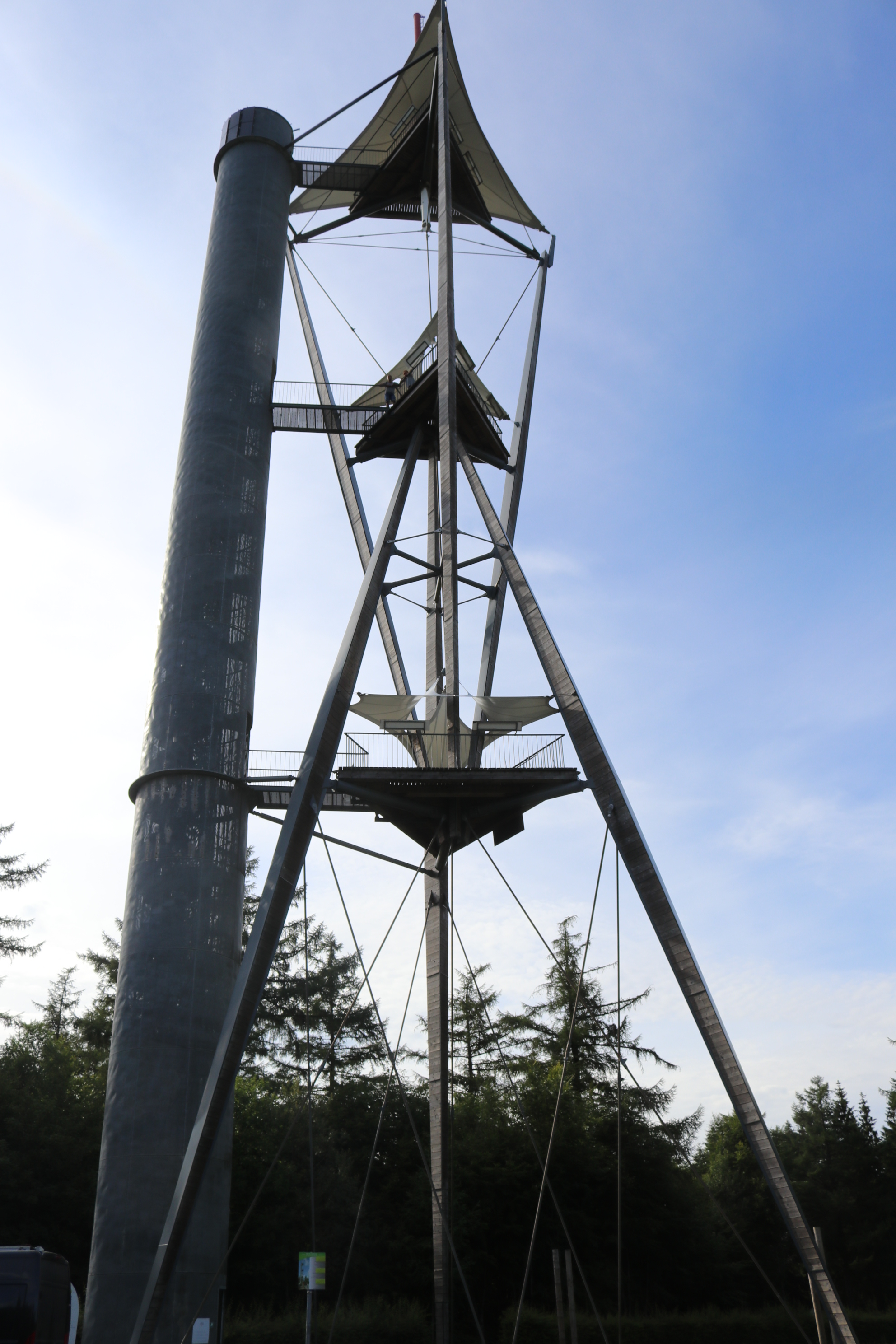
La nouvelle tour en 2019
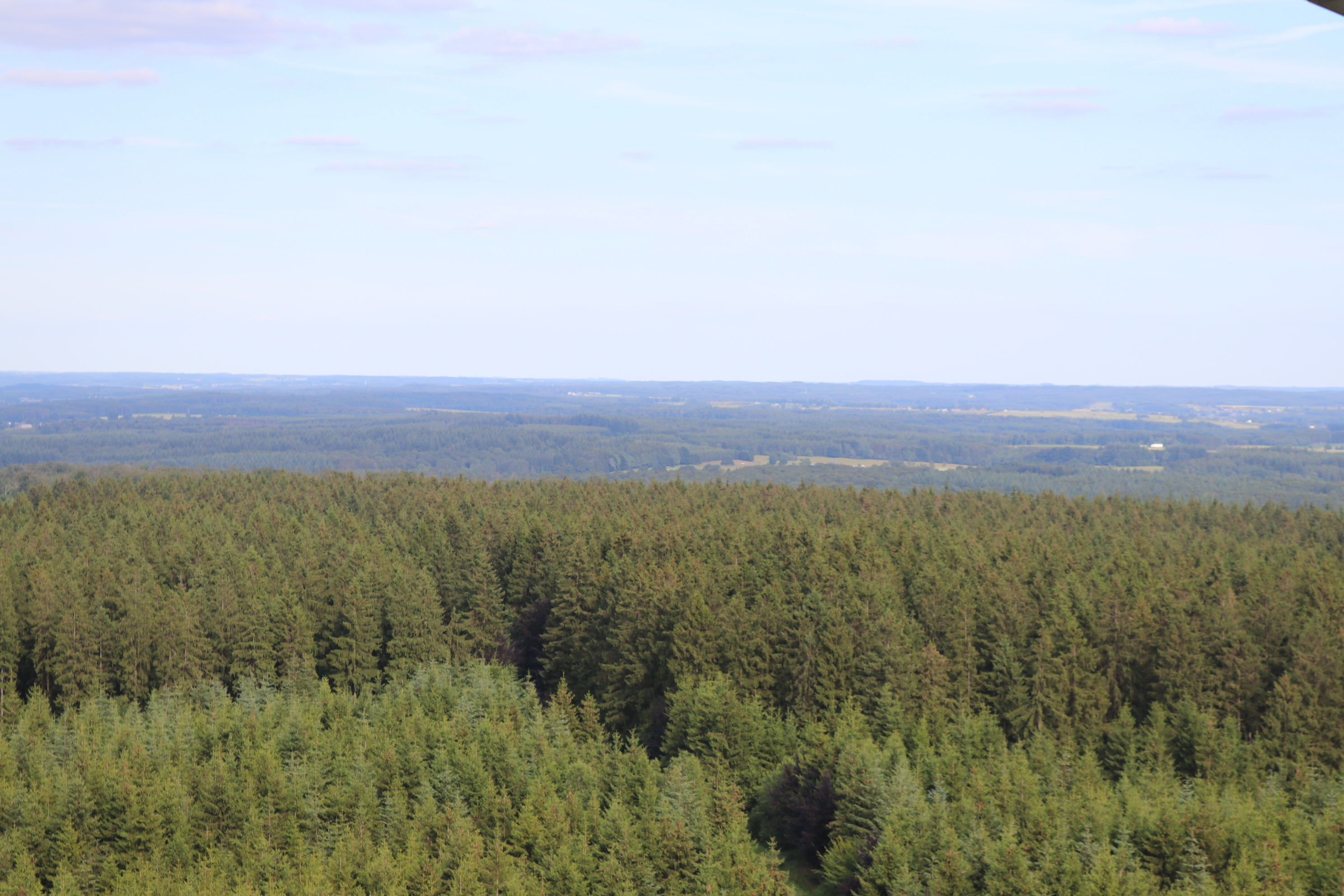
Vue du panorama vers l'est depuis le haut de la tour